# フィダキソマイシン
フィダキソマイシン (INN: fidaxomicin) は、Clostridioides difficileを含むグラム陽性菌に対する狭域抗菌スペクトルを持ち、新たなクラスである18員環マクロライド系抗菌薬に属する最初の医薬品である。開発コード名はOPT-80およびPAR-101。商品名はDificid、Dificlir。放線菌Dactylosporangium aurantiacum subsp. hamdenesisから得られる天然物である 。

## 解説
チアクマイシンB (tiacumicin B) とも呼ばれる。チアクマイシンBは、1987年に土壌細菌Dactylosporangium aurantiacumの主要な抗菌物質として単離されたが、1975年にActinoplanes deccanensisから単離されていたリピアルマイシン (lipiarmycin A3)、1986年に大村らによりMicromonospora echinosporaから単離されていたクロストマイシンB1 (clostomicin B1)と同一化合物であることが明らかとなった。絶対立体配置は2005年にX線結晶構造解析によって決定された。
フィダキソマイシンは18員環マクロラクトン構造の母核を持つ。このアグリコンはグリコシド結合によって2つの糖部位と繋っている。
フィダキソマイシンは従来のマクロライド系抗菌薬と異なり経口投与してもごく一部しか吸収されず、ほとんどが消化管内にとどまるため、大部分が大便と共に排泄される。このようなこともあり、大便中への排泄率は約92 %と高い。
また、抗菌薬であり、正常で健康な腸内フローラを形作る多種のバクテリアに対しては最小限の影響だけで、病原菌Clostridioides difficileを選択的に排除できることが証明されている。結腸における正常な生理的状態の維持はC. difficile感染の再発の可能性を低減できる。
Optimer Pharmaceuticalsを買収したCubist Pharmaceuticalsによって市販されている。適応はC. difficile感染症の治療である。

## 作用機序
フィダキソマイシンは原核生物のRNA合成酵素の「スイッチ領域」に結合し、その動きを妨げる。スイッチ運動は、RNA転写の間中、特に転写開始時の二重鎖DNAが開く際に起こる過程であるDNA:RNAクランプの開閉のために重要である。
フィダキソマイシンは、経口投与しても一部は胃酸によって分解され、腸に達してもわずかしか体内へと吸収されない。したがって、経口投与においては消化管管腔にいる細菌に対しての効果を狙って投与される。その抗菌スペクトルは狭く、フィダキソマイシンはグラム陽性細菌、特にクロストリジアに対して活性を有する。C. difficile (ATCC 700057) に対する最小発育阻止濃度 (MIC) 範囲は0.03–0.25 μg/mLである。

## 臨床試験
2009年に、クロストリジウム・ディフィシル感染症 (CDI) の治療について経口バンコマイシンとフィダキソマイシンを比較した北米での第III相臨床試験についてよい結果が報告された。試験は臨床的治癒の主要評価項目を満たし、フィダキソマイシンが経口バンコマイシンに対して非劣性であることを示した (92.1% vs. 89.8%)。加えて、試験は再発の副次評価項目を満たした: フィダキソマイシンを投与された被験者の再発率が13.3%であったのに対して、経口バンコマイシン投与群では24.0%であった。さらに、試験は完全治癒の探索的エンドポイントを満たした（フィダキソマイシン群77.7% vs. バンコマイシン群67.1%）。
フィダキソマイシンは、2011年2月に公表された第III相治験においてCDIの治療ではそれまでの標準治療であるバンコマイシンと同等によい結果を示すことが明らかにされた。

## 承認
クロストリジウム・ディフィシル関連下痢症 (CDAD) の治療薬として、2011年4月5日、フィダキソマイシンはFDA審議会の全員一致の承認を受け、2011年5月27 日に全面的なFDA承認を得た。日本においては2018年7月にアステラス製薬が商品名ダフクリアとして製造販売の承認を取得した。適応は「フィダキソマイシンに感性のクロストリジウム・ディフィシルによる感染性腸炎（偽膜性大腸炎を含む）」である。